# Amyl and the Sniffers
Amyl and the Sniffers ist eine vierköpfige australische Punk- und Garage-Rock-Band aus Melbourne, die im Jahre 2016 gegründet wurde. Die Band hat bislang drei Studioalben veröffentlicht und wurde dreimal bei den ARIA Music Awards – einmal als beste Band und zweimal für das beste Rockalbum – und einmal bei den Kerrang Awards ausgezeichnet.
Der Bandname bezieht sich auf „Amyl“, einem australischen Slang-Ausdruck für Poppers-Drogen wie Amylnitrit. Gegenüber der BBC erklärte die Sängerin Amy Taylor, dass Amyl „geschnupft wird, es für 30 Sekunden anhält und man dann Kopfschmerzen bekommt“. Genau so wäre die Band.

## Bandgeschichte

### Frühe Jahre und erstes Album (2016 bis 2019)
Sängerin Amy Taylor stammt aus der Kleinstadt Mullumbimby in New South Wales und zog später nach Melbourne. Dort wohnte sie in einem Haus mit dem Gitarristen Declan Martens, dem Bassisten Calum Newton und dem Schlagzeuger Bryce Wilson. Nach einigen abendlichen Jamsessions beschlossen die Musiker, eine Band zu gründen. Noch im Gründungsjahr veröffentlichte die Band ihre erste EP Giddy Up, die innerhalb von zwölf Stunden geschrieben und produziert wurde. Am folgenden Tag, dem 24. Februar 2016, wurde die EP im Selbstverlag veröffentlicht. Die zweite EP Big Attraction folgte am 15. März 2017 über Homeless Records. 
Kurz darauf verließ der Bassist Calum Newton die Band und wurde durch Fergus Romer ersetzt. Derweil macht sich Band durch ihre Liveauftritte einen Namen und schon bald traten sie bei den großen australischen Festivals auf. Labels in England und Amerika wurden auf sie aufmerksam und holten sie als Support für King Gizzard & the Lizard Wizard auf eine US-Tour und für eine eigene Tour ins Vereinigte Königreich. Parallel dazu wurden auch die beiden EPs zusammengestellt international veröffentlicht. Die Band unterschrieb einen Vertrag beim Plattenlabel Rough Trade. Das von Ross Orton produzierte, selbst betitelte Debütalbum erschien am 24. Mai 2019 und erreichte Platz 22 der australischen und Platz 91 der britischen Albumcharts. Bei den ARIA Awards 2019 wurde Amyl and the Sniffers als bestes Rockalbum des Jahres ausgezeichnet. Die Band spielte beim Roskilde und dem Primavera Sound und trat in der BBC-Fernsehsendung Later with Jools Holland auf.

### Comfort to MeundCartoon Darkness(seit 2020)
Den Rest des Jahres nutzten sie für weitere internationale Touren, die aber 2020 wegen der COVID-19-Pandemie ausfielen. Deshalb konzentrierten sie sich auf ihr zweites Album. Comfort to Me erschien am 10. September 2021 und wurde von der Band sowie Dan Luscombe produziert. Das Album erreichte Platz zwei der australischen, Platz 21 der britischen, Platz 22 der deutschen und Platz 98 der Schweizer Albumcharts. Amyl and the Sniffers wurden bei den ARIA Music Awards 2022 als beste Band und für das beste Rockalbum ausgezeichnet. Darüber hinaus erhielt die Band noch den Preis in der Kategorie Best International Breakthrough bei den Kerrang! Awards. Die Band spielte auf dem Coachella Valley Music and Arts Festival, dem Glastonbury und dem Knebworth Festival. Im Sommer 2022 eröffnete die Band die Hella Mega Tour von Green Day, Fall Out Boy und Weezer.
Im Sommer 2024 tourte die Band zusammen mit den Lambrini Girls durch Nordamerika und spielte zusätzlich noch vier Konzerte im Vorprogramm der Foo Fighters. Am 25. Oktober 2024 veröffentlichte die Band ihr drittes Album Cartoon Darkness, welches von Nick Launay produziert wurde. Das Album erreichte Platz zwei der australischen, Platz neun der britischen und deutschen, Platz 37 der österreichischen und Platz 45 der Schweizer Albumcharts. Im Herbst 2024 tourte die Band durch Europa, bevor Anfang 2025 eine Australientour mit Bob Vylan folgte. Die Band wurde bei den BRIT Awards in der Kategorie International Group of the Year nominiert.

## Stil
Neil Z. Yeung vom Onlinemagazin Allmusic beschreibt Amyl and the Sniffers als „stürmische, vom 70er-Rock inspirierte Garagenpunkband“. Die Band nennt unterschiedliche Bands wie Minor Threat, Ceremony, AC/DC, Sleaford Mods, Dolly Parton oder Cardi B als Einflüsse. Stephen Thomas Erlewine vom Onlinemagazin Pitchfork verglich das Debütalbum mit den Bands The Damned und The Stooges. Ian Winwood vom britischen Magazin Kerrang empfahl das Album Comfort to Me Fans von The Chats, Idles und Skegss.

## Diskografie
Studioalben

| Jahr | Titel Musiklabel                                | Höchstplatzierung, Gesamtwochen, AuszeichnungChartplatzierungen (Jahr, Titel, Musiklabel, Platzierungen, Wochen, Auszeichnungen, Anmerkungen) | Höchstplatzierung, Gesamtwochen, AuszeichnungChartplatzierungen (Jahr, Titel, Musiklabel, Platzierungen, Wochen, Auszeichnungen, Anmerkungen) | Höchstplatzierung, Gesamtwochen, AuszeichnungChartplatzierungen (Jahr, Titel, Musiklabel, Platzierungen, Wochen, Auszeichnungen, Anmerkungen) | Höchstplatzierung, Gesamtwochen, AuszeichnungChartplatzierungen (Jahr, Titel, Musiklabel, Platzierungen, Wochen, Auszeichnungen, Anmerkungen) | Höchstplatzierung, Gesamtwochen, AuszeichnungChartplatzierungen (Jahr, Titel, Musiklabel, Platzierungen, Wochen, Auszeichnungen, Anmerkungen) | Höchstplatzierung, Gesamtwochen, AuszeichnungChartplatzierungen (Jahr, Titel, Musiklabel, Platzierungen, Wochen, Auszeichnungen, Anmerkungen) | Anmerkungen                              |
| Jahr | Titel Musiklabel                                | DE | AT | CH | UK | US | AU | Anmerkungen                              |
| ---- | ----------------------------------------------- | --- | --- | --- | --- | --- | --- | ---------------------------------------- |
| 2019 | Amyl and the Sniffers Rough Trade Records (RTD) | — | — | — | UK91 (1 Wo.)UK | — | AU22 (1 Wo.)AU | Erstveröffentlichung: 24. Mai 2019       |
| 2021 | Comfort to Me Rough Trade Records (RTD)         | DE22 (2 Wo.)DE | — | CH98 (1 Wo.)CH | UK21 (1 Wo.)UK | — | AU2 (2 Wo.)AU | Erstveröffentlichung: 10. September 2021 |
| 2024 | Cartoon Darkness Rough Trade Records (RTD)      | DE9 (1 Wo.)DE | AT37 (1 Wo.)AT | CH45 (1 Wo.)CH | UK9 (1 Wo.)UK | US196 (1 Wo.)US | AU2 (2 Wo.)AU | Erstveröffentlichung: 25. Oktober 2024   |

## Musikpreise
| Jahr | Kategorie         | für                       | Resultat  |
| ---- | ----------------- | ------------------------- | --------- |
| 2019 | Best Rock Album   | Amyl and the Sniffers     | Gewonnen  |
| 2019 | Best Cover Art    | Amyl and the Sniffers     | Nominiert |
| 2022 | Album of the Year | Comfort to Me             | Nominiert |
| 2022 | Best Group        | Amyl and the Sniffers     | Gewonnen  |
| 2022 | Best Rock Album   | Comfort to Me             | Gewonnen  |
| 2022 | Best Video        | Hertz                     | Nominiert |
| 2022 | Best Live Act     | Comfort to Me Tour 2022   | Nominiert |
| 2024 | Best Video        | U Should No Be Doing That | Nominiert |

| Jahr | Kategorie                       | für                   | Resultat  |
| ---- | ------------------------------- | --------------------- | --------- |
| 2025 | International Group of the Year | Amyl and the Sniffers | Nominiert |

| Jahr | Kategorie  | für              | Resultat   |
| ---- | ---------- | ---------------- | ---------- |
| 2025 | Best Album | Cartoon Darkness | Ausstehend |

| Jahr | Kategorie          | für                       | Resultat  |
| ---- | ------------------ | ------------------------- | --------- |
| 2021 | Artist of the Year | Amyl and the Sniffers     | Nominiert |
| 2021 | Album of the Year  | Comfort to Me             | Nominiert |
| 2024 | Artist of the Year | Amyl and the Sniffers     | Nominiert |
| 2024 | Album of the Year  | Cartoon Darkness          | Nominiert |
| 2024 | Video of the Year  | U Should No Be Doing That | Nominiert |

| Jahr | Kategorie                       | für                   | Resultat |
| ---- | ------------------------------- | --------------------- | -------- |
| 2022 | Best International Breakthrough | Amyl and the Sniffers | Gewonnen |